# Mural-Nunatak
Der Mural-Nunatak ist ein etwa 800 m hoher und markanter Nunatak an der Oskar-II.-Küste des Grahamlands auf der Antarktischen Halbinsel. Er ragt 8 km nordwestlich des Shiver Point an der Ostflanke des Hektoria-Gletschers auf.
Der Falkland Islands Dependencies Survey kartierte ihn 1947 und 1955. Das UK Antarctic Place-Names Committee benannte ihn 1957 deskriptiv, um die mauerartige (englisch mural) Erscheinung dieses Nunataks widerzuspiegeln.